# Ahmed el-Tayeb

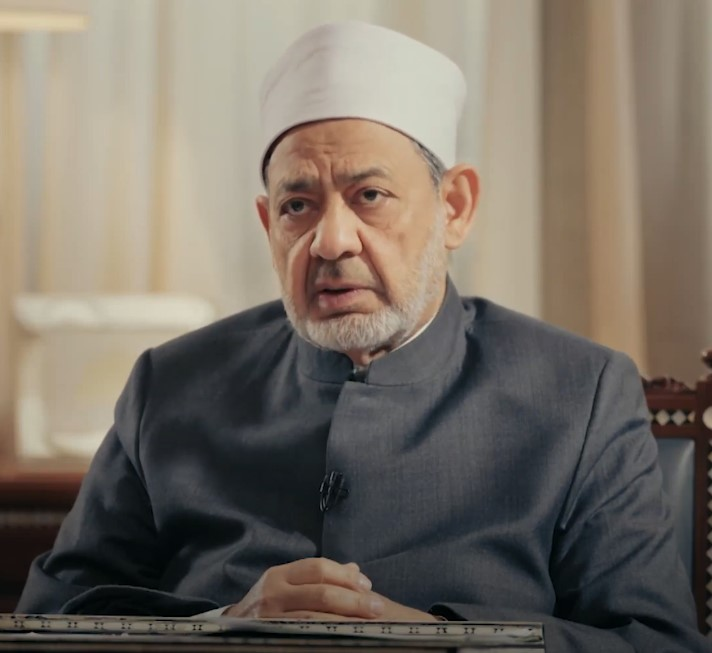
Ahmed el-Tayeb.

Ahmed Muhammad Ahmed el-Tayeb (árabe: أحمد محمد أحمد الطيب, 6 de enero de 1946) es el actual Gran Imán de al-Azhar y el rector de la Universidad de al-Azhar. Fue designado en 2010 por el entonces presidente egipcio Hosni Mubarak después de la muerte de Muhammad Sayyid Tantawy.
Su equivalente en la iglesia Cristiana es:
- León XIV líder De la Iglesia Cristiana Católica
- Bartolomé I líder de la Iglesia Cristiana Ortodoxa
- Justin Welby (Arzobispo de Canterbury) líder de la Comunión Anglicana
- Teodoro II (papa copto) El Papa de la Iglesia Ortodoxa Copta de Alejandría, Papa de la Iglesia Ortodoxa Copta o, oficialmente, Papa de Alejandría y patriarca de la predicación de san Marcos y de toda África es el prelado de la Iglesia Ortodoxa Copta de Alejandría

Su equivalente en el judaísmo es:
- David Lau (2013–presente, asquenazí)  y Yitzhak Yosef (2013–presente, sefardí)

## Relaciones con el cristianismo y Occidente
El 4 de febrero de 2019, firmó junto al Papa Francisco el Documento sobre la Fraternidad Humana por la Paz Mundial y la Convivencia Común, también conocido como la declaración de Abu Dabi. Los principios de compasión y solidaridad humana encarnados en este texto son los mismos que posteriormente inspiraron la resolución que instauró el 4 de febrero como el Día Internacional de la Fraternidad Humana, como ha afirmado en diferentes ocasiones el Secretario General de las Naciones Unidas, António Guterres.
En febrero de 2025, el Gran Imán de al-Azhar se reunió con el Obispo de Kuching, Danald Jute, en El Cairo para fortalecer los lazos interreligiosos. Este encuentro, realizado en la prestigiosa institución de Al-Azhar, destacó el compromiso compartido entre líderes cristianos y musulmanes para fomentar la comprensión y cooperación interconfesional.